# Anauxesis kenyensis
Anauxesis kenyensis là một loài bọ cánh cứng trong họ Cerambycidae.